# Aeonium
Aeonium é um género botânico pertencente à família Crassulaceae. São plantas suculentas com aproximadamente 40 espécies.
Vivem principalmente nas Ilhas Canárias, algumas podem ser encontradas na Madeira, Marrocos e África oriental (como,  por  exemplo, na Etiópia).

## Espécies
| - Aeonium aizoon - Aeonium appendiculatum - Aeonium arboreum - Aeonium aureum - Aeonium balsamiferum - Aeonium canariense - Aeonium castello-paivae - Aeonium ciliatum - Aeonium cuneatum - Aeonium davidbramwellii - Aeonium decorum - Aeonium glutinosum | - Aeonium holochrysum - Aeonium leucoblepharum - Aeonium lindleyi - Aeonium sedifolium - Aeonium simsii - Aeonium smithii - Aeonium spathulatum - Aeonium tabuliforme - Aeonium undulatum - Aeonium urbicum - Aeonium valverdense - etc. |

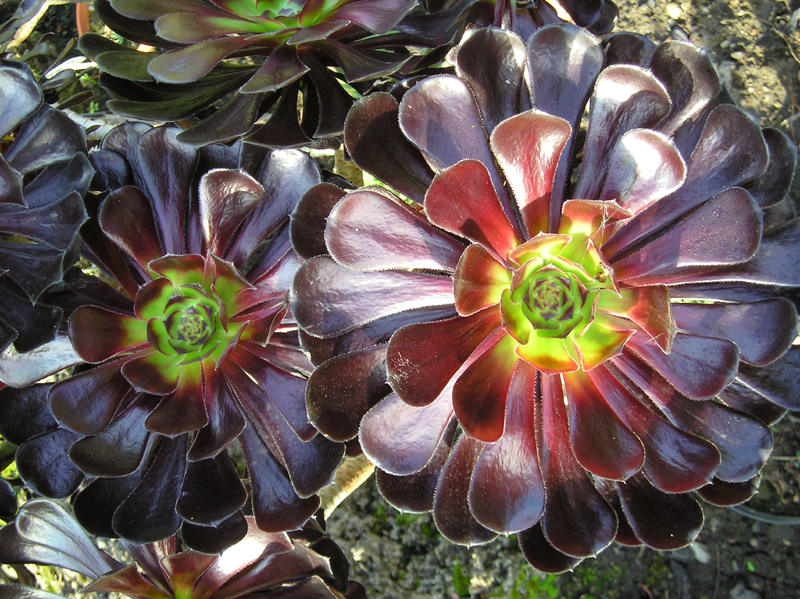
Aeonium arboreum
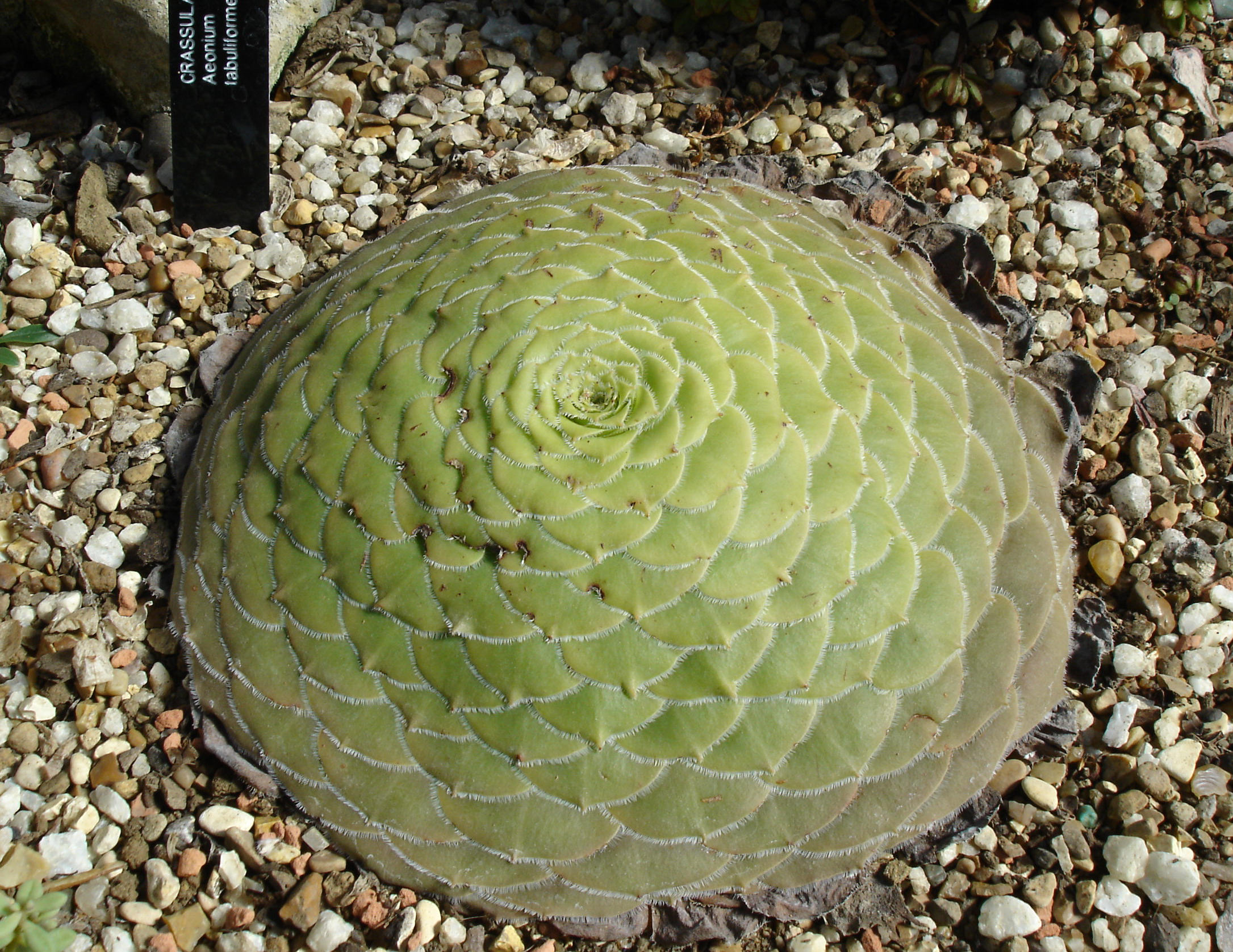
Aeonium tabuliforme
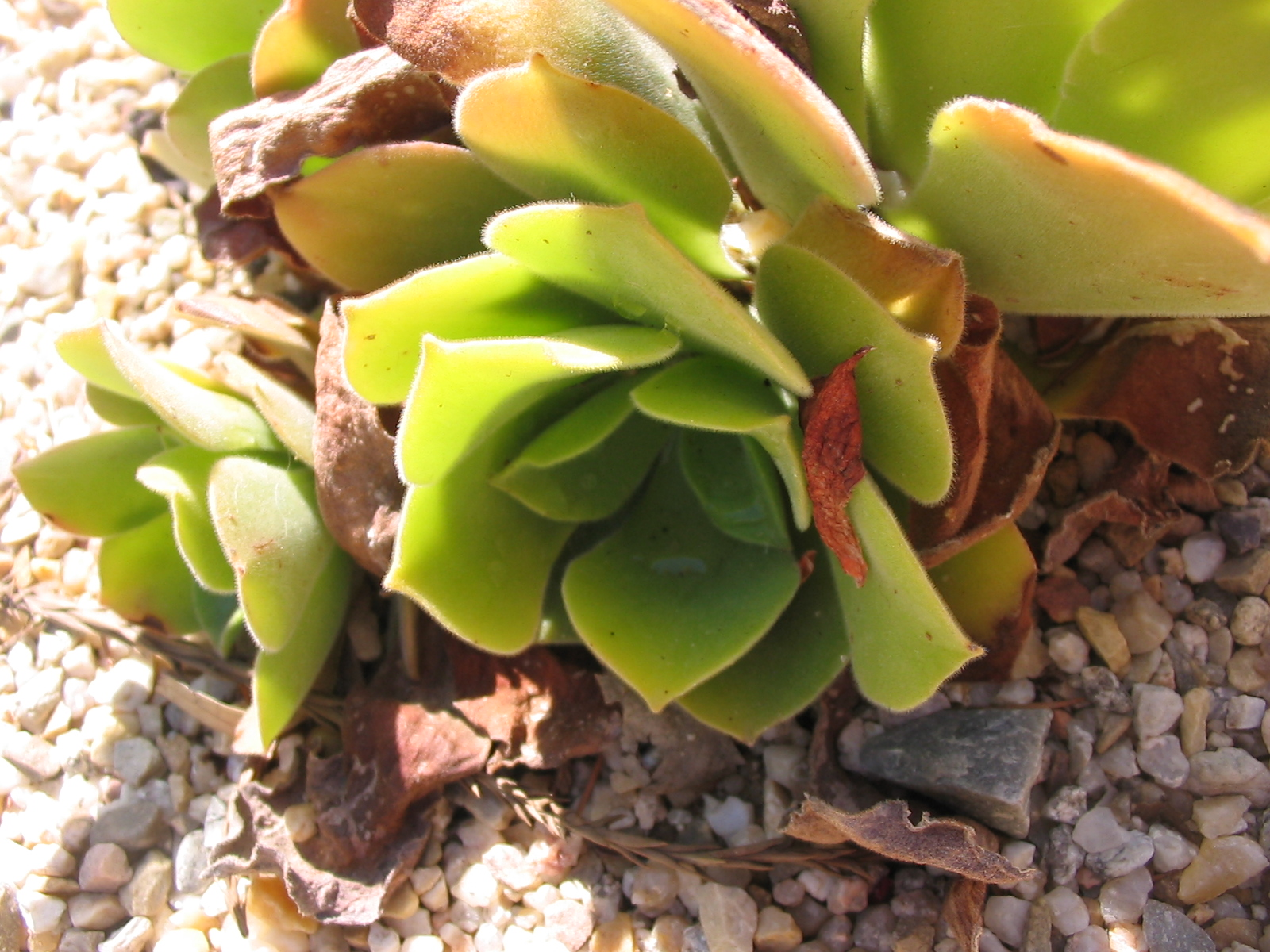
Aeonium virginium
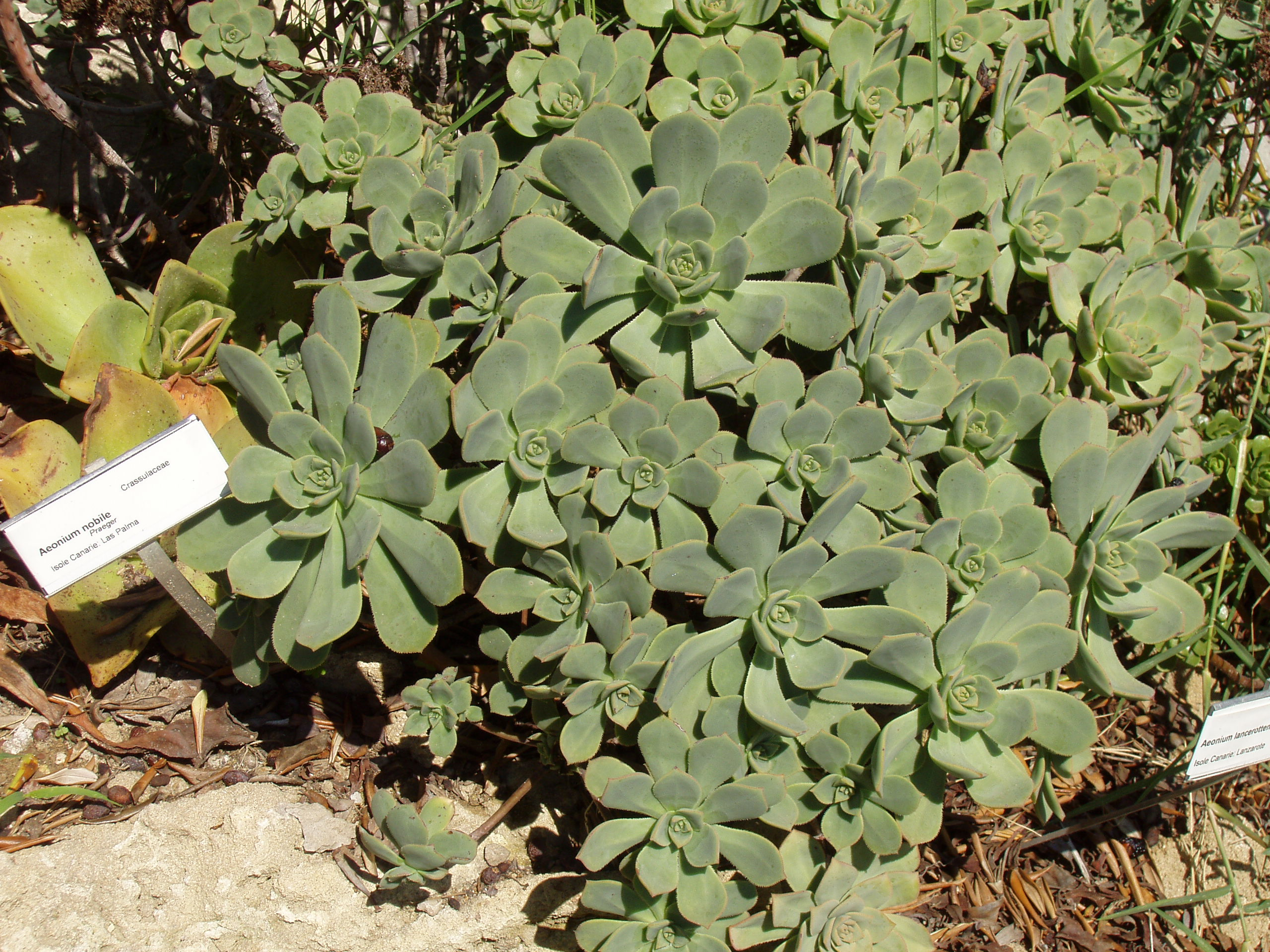
Aeonium lancerottense